# Uracis siemensi
Uracis siemensi är en trollsländeart som beskrevs av Kirby 1897. Uracis siemensi ingår i släktet Uracis och familjen segeltrollsländor. Inga underarter finns listade i Catalogue of Life.